# エル・グレコ (アルバム)
エル・グレコ（El Greco）は、ヴァンゲリスのアルバム。

## 収録曲
1. ムーヴメント1 - Movement I (10:06)
2. ムーヴメント2 - Movement II (5:19)
3. ムーヴメント3 - Movement III (6:49)
4. ムーヴメント4 - Movement IV (6:26)
5. ムーヴメント5 - Movement V (4:26)
6. ムーヴメント6 - Movement VI (7:54)
7. ムーヴメント7 - Movement VII (3:20)
8. ムーヴメント8 - Movement VIII (9:44)
9. ムーヴメント9 - Movement IX (11:58)
10. ムーヴメント10 - Movement X (Epilogue) (7:00)

- 1995年限定盤には3./5./7.は収録されていない。

## 概要
ギリシャの国立美術館が企画した「ギリシャ出身の画家「エル・グレコ」の絵画作品のひとつ「聖ペテロ」を出身国であるギリシャに留めよう」という運動の一環として制作されたアルバム。1995年9月に3000枚の限定盤CD（SAM 1702）が『Φόλος Τιμής στον Γκρέκο / A Tribute to El Greco』の題名で制作され、国立美術館を通じて販売された。この企画は成功し、絵画は国内に留まったが、運動が終結した後、このアルバムを通常の流通ルートでリリースしたいというオファーがあり、新たに3曲が制作・追加されて、1998年に世界発売となった（日本国内盤CDの作品解説ほか）。
限定盤は布張りで装丁された箱に、ギリシャ語・英語併記の解説本（128ページ、エル・グレコ作品42点収録）とともに封入されており、盤面には金色のサインペンで、ヴァンゲリス直筆のサイン（ギリシャ語で Βαγγέλης Π.）が右側に、限定枚数の通し番号（例:1234/3000）が左側に記入されている。